# Episodi di Make Room for Daddy (quinta stagione)
La quinta stagione della serie televisiva Make Room for Daddy (The Danny Thomas Show dalla quinta stagione) è andata in onda negli Stati Uniti dal 7 ottobre 1957 al 26 maggio 1958 sulla CBS. Con questa stagione, la serie debutta sulla CBS dopo essere stata trasmessa per quattro stagioni sulla ABC e cambia nome in The Danny Thomas Show.
| nº | Titolo originale                   | Prima TV USA     |
| -- | ---------------------------------- | ---------------- |
| 1  | Lose Me in Las Vegas               | 7 ottobre 1957   |
| 2  | Terry vs. Kathy                    | 14 ottobre 1957  |
| 3  | Kathy Is Approved                  | 21 ottobre 1957  |
| 4  | The Dinah Shore Show               | 28 ottobre 1957  |
| 5  | Parents Are Pigeons                | 4 novembre 1957  |
| 6  | Two Sleepy People                  | 11 novembre 1957 |
| 7  | Danny Meets His Father-In-Law      | 18 novembre 1957 |
| 8  | Honesty Is the Best Policy         | 25 novembre 1957 |
| 9  | Terry, the Breadwinner             | 2 dicembre 1957  |
| 10 | The Non-Orgs                       | 9 dicembre 1957  |
| 11 | The Soap Box Derby                 | 16 dicembre 1957 |
| 12 | Man's Best Friend                  | 23 dicembre 1957 |
| 13 | Chess Game                         | 30 dicembre 1957 |
| 14 | The Bob Hope Show                  | 6 gennaio 1958   |
| 15 | Evil Eye Schultz                   | 13 gennaio 1958  |
| 16 | The Honeymoon                      | 20 gennaio 1958  |
| 17 | The Raffle Tickets                 | 27 gennaio 1958  |
| 18 | Rusty, the Bully                   | 3 febbraio 1958  |
| 19 | St. Vincent's Frolics              | 10 febbraio 1958 |
| 20 | Pardon My Accent                   | 17 febbraio 1958 |
| 21 | Terry's Crush                      | 24 febbraio 1958 |
| 22 | Uncle Tonoose Meets Mr. Daly       | 3 marzo 1958     |
| 23 | Danny Roars Again                  | 10 marzo 1958    |
| 24 | The Country Girl                   | 17 marzo 1958    |
| 25 | Good Old Days                      | 24 marzo 1958    |
| 26 | Terry's Coach                      | 31 marzo 1958    |
| 27 | Make Room for Father-In-Law        | 7 aprile 1958    |
| 28 | Family Ties                        | 21 aprile 1958   |
| 29 | Danny the Performer                | 28 aprile 1958   |
| 30 | Terry's Girlfriend                 | 5 maggio 1958    |
| 31 | You Gotta Be Miserable to Be Happy | 12 maggio 1958   |
| 32 | Too Good for Words                 | 19 maggio 1958   |
| 33 | Rusty, the Man                     | 26 maggio 1958   |

## Lose Me in Las Vegas
- Prima televisiva: 7 ottobre 1957
- Diretto da:
- Scritto da:

### Trama
- Interpreti: Danny Thomas (Danny Williams), Marjorie Lord (Kathy Williams), Rusty Hamer (Rusty Williams), Angela Cartwright (Linda Williams), Jack Benny (se stesso), Peter Lind Hayes (se stesso), Mary Healy (se stessa), Les Tremayne (Harry Marvel), Herb Vigran (Charlie), George N. Neise (George the Waiter), Russ Thompson, Robert Spencer, Sherry Jackson (Terry Williams), Earl Wilson (se stesso)

## Terry vs. Kathy
- Prima televisiva: 14 ottobre 1957
- Diretto da:
- Scritto da:

### Trama
- Interpreti: Danny Thomas (Danny Williams), Marjorie Lord (Kathy Williams), Rusty Hamer (Rusty Williams), Angela Cartwright (Linda Williams), Amanda Randolph (Louise #2), Sherry Jackson (Terry Williams)

## Kathy Is Approved
- Prima televisiva: 21 ottobre 1957
- Diretto da:
- Scritto da:

### Trama
- Interpreti: Danny Thomas (Danny Williams), Marjorie Lord (Kathy Williams), Sherry Jackson (Terry Williams), Rusty Hamer (Rusty Williams), Angela Cartwright (Linda Williams), Hans Conried (zio Tonoose)

## The Dinah Shore Show
- Prima televisiva: 28 ottobre 1957
- Diretto da:
- Scritto da:

### Trama
- Interpreti: Danny Thomas (Danny Williams), Marjorie Lord (Kathy Williams), Rusty Hamer (Rusty Williams), Angela Cartwright (Linda Williams), Dinah Shore (se stessa), Eilene Janssen (Peggy Conroy), John Holland (direttore di piano), Sherry Jackson (Terry Williams)

## Parents Are Pigeons
- Prima televisiva: 4 novembre 1957
- Diretto da:
- Scritto da:

### Trama
- Interpreti: Danny Thomas (Danny Williams), Marjorie Lord (Kathy Williams), Rusty Hamer (Rusty Williams), Angela Cartwright (Linda Williams), Sherry Jackson (Terry Williams)

## Two Sleepy People
- Prima televisiva: 11 novembre 1957
- Diretto da:
- Scritto da:

### Trama
- Interpreti: Danny Thomas (Danny Williams), Marjorie Lord (Kathy Williams), Rusty Hamer (Rusty Williams), Angela Cartwright (Linda Williams), Steven Geray (dottor Henry ver Hagen), Virginia Gregg (Sue ver Hagen), Earle Hagen (Earle)

## Danny Meets His Father-In-Law
- Prima televisiva: 18 novembre 1957
- Diretto da:
- Scritto da:

### Trama
- Interpreti: Danny Thomas (Danny Williams), Marjorie Lord (Kathy Williams), Rusty Hamer (Rusty Williams), Angela Cartwright (Linda Williams), William Demarest (Mr. Daly)

## Honesty Is the Best Policy
- Prima televisiva: 25 novembre 1957
- Diretto da:
- Scritto da:

### Trama
- Interpreti: Danny Thomas (Danny Williams), Marjorie Lord (Kathy Williams), Rusty Hamer (Rusty Williams), Angela Cartwright (Linda Williams, solo credito), Joe Conley (Earl), Larry J. Blake (R. J. Titus), Sherry Jackson (Terry Williams, solo credito)

## Terry, the Breadwinner
- Prima televisiva: 2 dicembre 1957
- Diretto da:
- Scritto da:

### Trama
- Interpreti: Danny Thomas (Danny Williams), Marjorie Lord (Kathy Williams), Rusty Hamer (Rusty Williams), Angela Cartwright (Linda Williams), Connie Gilchrist (cliente Irate), Barbara Luddy (Miss Allman), Sandra Gould (Doris), Joi Lansing (Alysse), Tom Jacobs (cameriere), Sherry Jackson (Terry Williams)

## The Non-Orgs
- Prima televisiva: 9 dicembre 1957
- Diretto da:
- Scritto da:

### Trama
- Interpreti: Danny Thomas (Danny Williams), Marjorie Lord (Kathy Williams), Sherry Jackson (Terry Williams), Rusty Hamer (Rusty Williams), Angela Cartwright (Linda Williams; solo credito), Amanda Randolph (Louise), Eilene Janssen (Peggy Conroy), Richard Beymer (Freddie Baxter), Donna Corcoran (Bobbie), Joan Harding (Chris, Sorority Sister), Carla Mercy (Nick)

## The Soap Box Derby
- Prima televisiva: 16 dicembre 1957
- Diretto da:
- Scritto da:

### Trama
- Interpreti: Danny Thomas (Danny Williams), Marjorie Lord (Kathy Williams), Rusty Hamer (Rusty Williams), Angela Cartwright (Linda Williams), William Demarest (Mr. Daly), Robert Foulk (ufficiale di polizia)

## Man's Best Friend
- Prima televisiva: 23 dicembre 1957
- Diretto da:
- Scritto da:

### Trama
- Interpreti: Angela Cartwright (Linda Williams), Rusty Hamer (Rusty Williams), Ben Lessy (Benny Lessy), Marjorie Lord (Kathy Williams), Danny Thomas (Danny Williams), Regis Toomey (Bob Carter), Earle Hagen

## Chess Game
- Prima televisiva: 30 dicembre 1957
- Diretto da:
- Scritto da:

### Trama
- Interpreti: Angela Cartwright (Linda Williams), Rusty Hamer (Rusty Williams), Marjorie Lord (Kathy Williams), Harry Shannon (Paddy McCormick), Danny Thomas (Danny Williams), Tom Tully ('Uncle' Sean O'Hara)

## The Bob Hope Show
- Prima televisiva: 6 gennaio 1958
- Diretto da:
- Scritto da:

### Trama
- Interpreti: Danny Thomas (Danny Williams), Marjorie Lord (Kathy Williams), Rusty Hamer (Rusty Williams), Angela Cartwright (Linda Williams), Bob Hope (se stesso), Joan Tabor (Gloria), Mary Wickes (Liz O'Neill)

## Evil Eye Schultz
- Prima televisiva: 13 gennaio 1958
- Diretto da:
- Scritto da:

### Trama
- Interpreti: Danny Thomas (Danny Williams), Marjorie Lord (Kathy Williams), Rusty Hamer (Rusty Williams), Angela Cartwright (Linda Williams), Marvin Kaplan (Oscar 'Evil Eye' Schultz), Paul Dubov (Charlie, il Mait're D)

## The Honeymoon
- Prima televisiva: 20 gennaio 1958
- Diretto da:
- Scritto da:

### Trama
- Interpreti: Danny Thomas (Danny Williams), Marjorie Lord (Kathy Williams), Sherry Jackson (Terry Williams), Rusty Hamer (Rusty Williams), Angela Cartwright (Linda Williams), Paul Dubov (Charlie, il Mait're D), Sheldon Leonard (uomo con il sigaro), Marvin Kaplan (Oscar Schultz)

## The Raffle Tickets
- Prima televisiva: 27 gennaio 1958
- Diretto da:
- Scritto da:

### Trama
- Interpreti: Barbara Drew (Edna), Rusty Hamer (Rusty Williams), Terry Kelman (Vera), Marjorie Lord (Kathy Williams), Doris Singleton (Mrs. Greenson), Kay St. Germain Wells (Mabel), Danny Thomas (Danny Williams)

## Rusty, the Bully
- Prima televisiva: 3 febbraio 1958
- Diretto da:
- Scritto da:

### Trama
- Interpreti: Danny Thomas (Danny Williams), Max Baer (se stesso), Angela Cartwright (Linda Williams), Rusty Hamer (Rusty Williams), John Indrisano (Boxer In Gymnasium), Marjorie Lord (Kathy Williams), Amzie Strickland (Mrs. Beckett), Robin Warga (Gregory Beckett), Mary Wickes (Liz O'Neill)

## St. Vincent's Frolics
- Prima televisiva: 10 febbraio 1958
- Diretto da:
- Scritto da:

### Trama
- Interpreti: Danny Thomas (Danny Williams), Angela Cartwright (Linda Williams), Sandra Gould (infermiera), Rusty Hamer (Rusty Williams), Marjorie Lord (Kathy Williams), Frances Osborne (Mrs. Baker), Murray Parker (Juggling Doctor), Amanda Randolph (Louise), Grandon Rhodes (dottor Barnes), Johnny Silver (dottore)

## Pardon My Accent
- Prima televisiva: 17 febbraio 1958
- Diretto da:
- Scritto da:

### Trama
- Interpreti: Angela Cartwright (Linda Williams (credit only), Johnny Crawford (Peter Lorenzo), Bill Erwin (Emcee), Rusty Hamer (Rusty Williams), Marjorie Lord (Kathy Williams), Jay Novello (Mr. Lorenzo - calzolaio), Danny Thomas (Danny Williams)

## Terry's Crush
- Prima televisiva: 24 febbraio 1958
- Diretto da:
- Scritto da:

### Trama
- Interpreti: Danny Thomas (Danny Williams), Marjorie Lord (Kathy Williams), Sherry Jackson (Terry Williams), Rusty Hamer (Rusty Williams), Tommy Ivo (Donald Cooper), Dean Martin (se stesso)

## Uncle Tonoose Meets Mr. Daly
- Prima televisiva: 3 marzo 1958
- Diretto da:
- Scritto da:

### Trama
- Interpreti: Angela Cartwright (Linda Williams), Hans Conried (zio Tonoose), William Demarest (Mr. Daly), Rusty Hamer (Rusty Williams), Marjorie Lord (Kathy Williams), Danny Thomas (Danny Williams)

## Danny Roars Again
- Prima televisiva: 10 marzo 1958
- Diretto da:
- Scritto da:

### Trama
- Interpreti: Danny Thomas (Danny Williams), Angela Cartwright (Linda Williams), Rusty Hamer (Rusty Williams), Marjorie Lord (Kathy Williams), Steven Geray (dottore ver Hagen), Amanda Randolph (Louise)

## The Country Girl
- Prima televisiva: 17 marzo 1958
- Diretto da:
- Scritto da:

### Trama
- Interpreti: Danny Thomas (Danny Williams), Judy Canova (Elsie Hooper (singing voice), Angela Cartwright (Linda Williams (credit only), Chick Chandler (Judd Hooper), Rusty Hamer (Rusty Williams; solo credito), Ben Lessy (Benny Lessy), Marjorie Lord (Kathy Williams)

## Good Old Days
- Prima televisiva: 24 marzo 1958
- Diretto da:
- Scritto da:

### Trama
- Interpreti: Carole Amen (Student Performer), Robert Barrango (Student Performer), Angela Cartwright (Linda Williams), Richard Deacon ('Jazz-bow' Conroy), The Dixie Smallfry Band (loro stessi), Bill Hollingworth's Dixie-Small Fry, Rusty Hamer (Rusty Williams), Bill Hollingsworth (Studente interprete), Sherry Jackson (Terry Williams), Eilene Janssen (Peggy Conroy), Marjorie Lord (Kathy Williams), Aileen Miller (Studente interprete), Anthony Teague (Studente interprete), Danny Thomas (Danny Williams)

## Terry's Coach
- Prima televisiva: 31 marzo 1958
- Diretto da:
- Scritto da:

### Trama
- Interpreti: Danny Thomas (Danny Williams), Angela Cartwright (Linda Williams (credit only), Hans Conried (Derek Campbell), Rusty Hamer (Rusty Williams), Sherry Jackson (Terry Williams), Marjorie Lord (Kathy Williams)

## Make Room for Father-In-Law
- Prima televisiva: 7 aprile 1958
- Diretto da:
- Scritto da:

### Trama
- Interpreti: Danny Thomas (Danny Williams), Marjorie Lord (Kathy Williams), Rusty Hamer (Rusty Williams), Angela Cartwright (Linda Williams), William Demarest (Mr. Daly)

## Family Ties
- Prima televisiva: 21 aprile 1958
- Diretto da:
- Scritto da:

### Trama
- Interpreti: Benny Baker (giocatore di poker), Robert Carson (giocatore di poker), Angela Cartwright (Linda Williams), Rusty Hamer (Rusty Williams), Sheldon Leonard (Phil Brocaw), Art Lewis (giocatore di poker), Marjorie Lord (Kathy Williams), Billy Snyder (giocatore di poker), Danny Thomas (Danny Williams)

## Danny the Performer
- Prima televisiva: 28 aprile 1958
- Diretto da:
- Scritto da:

### Trama
- Interpreti: Bobby Candee (amico di Rusty), Angela Cartwright (Linda Williams; solo credito), Rusty Hamer (Rusty Williams), Marjorie Lord (Kathy Williams), Danny Thomas (Danny Williams), Tony Thomas (amico di Rusty), Warren White (amico di Rusty)

## Terry's Girlfriend
- Prima televisiva: 5 maggio 1958
- Diretto da:
- Scritto da:

### Trama
- Interpreti: Danny Thomas (Danny Williams), Marjorie Lord (Kathy Williams), Rusty Hamer (Rusty Williams), Sherry Jackson (Terry Williams), Denise Alexander (Connie Coleman), Angela Cartwright (Linda Williams; solo credito), Joey Forman (uomo al pranzo), Tom Jacobs (cameriere), Eddie Ryder (uomo al pranzo), James Seay (Howard Coleman), Amzie Strickland (Harriet Coleman)

## You Gotta Be Miserable to Be Happy
- Prima televisiva: 12 maggio 1958
- Diretto da:
- Scritto da:

### Trama
- Interpreti: Danny Thomas (Danny Williams), Marjorie Lord (Kathy Williams), Rusty Hamer (Rusty Williams), Angela Cartwright (Linda Williams), Georgine Darcy (Dawn DuBois), Mary Wickes (Liz O'Neill)

## Too Good for Words
- Prima televisiva: 19 maggio 1958
- Diretto da:
- Scritto da:

### Trama
- Interpreti: Danny Thomas (Danny Williams), Angela Cartwright (Linda Williams), Rusty Hamer (Rusty Williams), Marjorie Lord (Kathy Williams), Joan Tompkins (Beverly King), Mary Wickes (Elizabeth Margaret 'Liz' O'Neill)

## Rusty, the Man
- Prima televisiva: 26 maggio 1958
- Diretto da:
- Scritto da:

### Trama
- Interpreti: Danny Thomas (Danny Williams), Marjorie Lord (Kathy Williams), Rusty Hamer (Rusty Williams), Angela Cartwright (Linda Williams), Bobby Clark (ragazzo Shoeshine), Jack Kenny (avventore Shoeshine)